# 保罗·D·麦克莱恩
保罗·唐纳德·麦克莱恩（英語：Paul Donald MacLean，1913年5月1日—2007年12月26日）是一名美国医生和神经科学家，任职于耶鲁医学院和美國國立精神衛生研究院，知名于提出了大脑演化的“三重脑”假说。